# Jacobus Willem de Bakker
Jacobus Willem „Jaco“ de Bakker (1939-2012) est un informaticien théoricien néerlandais.

## Biographie
De Bakker soutient une thèse de doctorat en 1967 à l'université d'Amsterdam sous la direction d'Adriaan van Wijngaarden  (titre de la thèse : Formal Description of Programming Languages: with an application to the definition of ALGOL 60).
De Bakker était depuis 1964 chercheur au Centrum voor Wiskunde en Informatica (CWI) à Amsterdam (alors appelé Mathematisch Centrum). Il y était directeur du département d'informatique, y dirigeait le  Software Engineering Cluster et était depuis 2002 fellow (année de son éméritat). À partir de 1973 il était aussi professeur d'informatique à l'université libre d'Amsterdam, jusqu'à son éméritat en 2002.

## Travaux et activités
De Bakker travaillait en sémantique des langages de programmation, notamment en sémantique opérationnelle et sémantique dénotationnelle, où il était considéré comme un pionnier, et en théorie des démonstrations, notamment de la correction de programmes. Un de ses contributions importante est connue sous le nom de règle d'induction de de Bakker et Scott. Son livre Mathematical theory of program correctness décrit l'ensemble de cette théorie. À partir des années 1980 il  travaillait également sur les processus concurrents. Aux Pays-Bas, Jaco de Bakker était à l’origine d'une importante école d'informaticiens théoriciens, avec Jan van Leeuwen et Grzegorz Rozenberg ; il compte autour de 150 descendants scientifiques. Il était aussi impliqué dans le développement et la participation de la communauté de chercheurs néerlandais au sein des programmes européens de recherche d'alors tels que FAST, Meteor, ESPRIT (European Strategic Program on Research in Information Technology) ou BRA (Basic Research Actions). 
De Bakker était, en 1972, l'un des fondateurs de l'European Association for Theoretical Computer Science (EATCS). Il en était vice-président de 1972 à 1982, et encore dans le conseil jusqu'en 1988.
À partir de 1998 il était membre honoraire du  Working Group 2.2. (Formal Description of Programming Concepts) de l'IFIP. En 1990 il devient membre de l'Academia Europaea. En 1989  il devient membre de l'Académie royale néerlandaise des arts et des sciences et en  2002 chevalier de l'Ordre du Lion néerlandais.

## Publications
- Jacobus W. de Bakker, Arie de Bruin et Jeffrey Zucker, Mathematical theory of program correctness, Prentice Hall, coll. « Prentice-Hall international series in computer science », 1980, xv+505 (ISBN 978-0-13-562132-5).
- Jacobus W. de Bakker et Erik P. de Vink, Control flow semantics, MIT Press, 1996, xvii+564 (ISBN 978-0-262-04154-6).

## Distinctions
- Chevalier de l'ordre du Lion néerlandais